# Euphrasia tetraquetra
Euphraise à quatre angles, Euphraise de l'Ouest
Espèce
Classification phylogénétique
Euphrasia tetraquetra, l’Euphraise à quatre angles ou l’Euphraise de l'Ouest, est une espèce de plantes herbacées du genre Euphrasia et de la famille des Orobanchaceae. Il s'agit d'une plante hémiparasite qui apprécie les pelouses salées moyennement sèches des littoraux du nord de l'Europe de l'ouest et de l'est du Canada. 

## Systématique

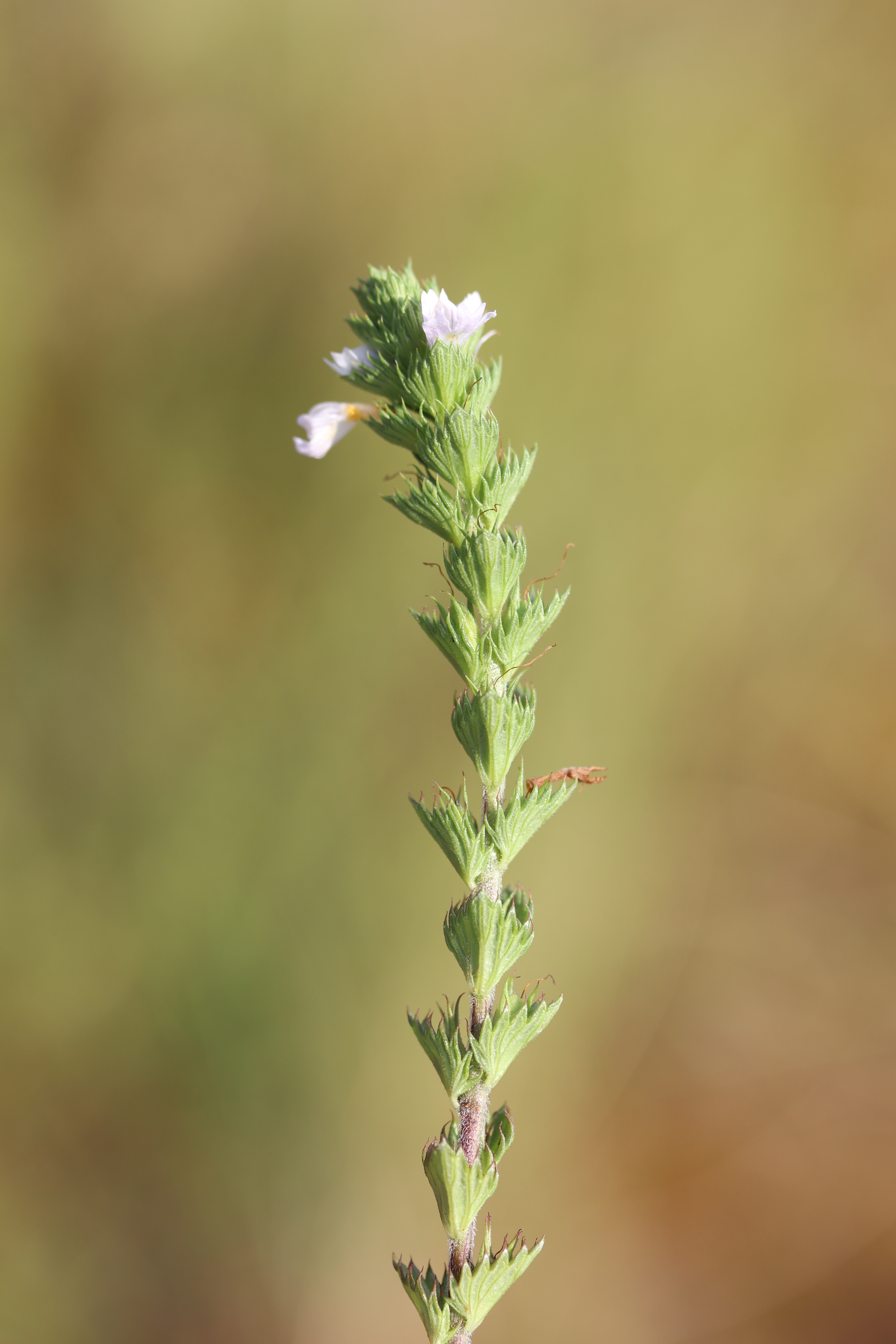
Euphrasia tetraquetra (Pays-Bas).

L'espèce Euphrasia tetraquetra a été décrite pour la première fois en 1859 par le botaniste français Louis Alphonse de Brébisson (1798-1872) sous le basionyme Euphrasia officinalis var. tetraquetra.
En 1863, le botaniste français Étienne Théodore Arrondeau (d) (1807-1882) la décrit en tant qu'espèce à part entière sous le taxon Euphrasia tetraquetra.

## Nom français
Ce taxon porte en français les noms vulgarisés et normalisés suivants : Euphraise à quatre angles,,,, Euphraise de l'Ouest,, et Euphraise du Canada[réf. nécessaire].

## Synonymie
Euphrasia tetraquetra a pour synonymes :
- Euphrasia americana var. canadensis (F.Towns.) B.L.Rob.
- Euphrasia canadensis F.Towns. (d)
- Euphrasia gracilis subsp. tetraquetra (Bréb.) Nyman, 1881
- Euphrasia nemorosa var. tetraquetra (Bréb.) Rouy, 1909
- Euphrasia officianalis subsp. tetraquetra Breb.

## Description

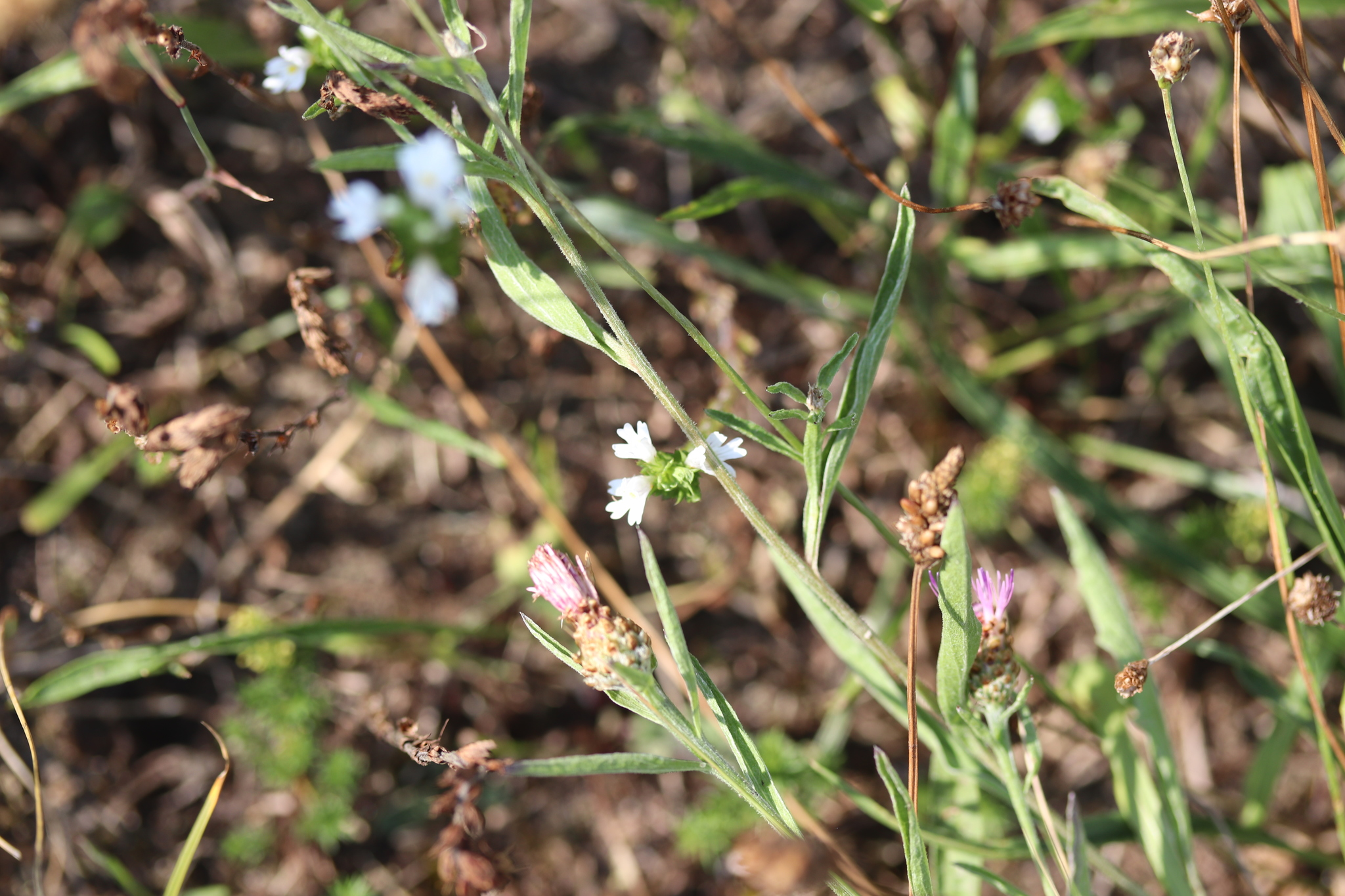
Euphrasia tetraquetra (Pays-Bas).

Dans sa publication de 1863, Étienne Arrondeau en fait la description suivante : 

« Petite plante haute de 5 à 10 cm, rameuse dès la base, à rameaux ascendants, dressés, raides ; feuilles florales plus larges que longues, glabres, épaisses, à bords un peu repliés en dessous, arrondies, crénelées au sommet, portant de chaque côté trois dents aigües ; fleurs en épi serré, quadragulaire, occupant presque toute la longueur du rameau ; calice peu velu, à lobes lancéolés aigus, brièvement glanduleux sur les bords, ne dépassant pas la capsule, celle-ci luisante, ciliée au somme, tronquée et à peine mucronulée ; fleurs jaunes, rougeâtres. »

## Confusions possibles
Le genre Euphrasia étant particulièrement sujet à l'hybridation et aux introgressions, la détermination ne peut se faire sur un spécimen isolé. Dans le cas d’Euphrasia tetraquetra, ses populations sont souvent introgressées par Euphrasia nemorosa. D'ailleurs, la sous-espèce E. arctica subsp. tenuis ressemble à un hybride entre E. tetraquetra et E. nemorosa.
Euphrasia nemorosa se différencie par l'absence de poils glanduleux épars sur ses feuilles, une première fleur généralement insérée au dixième nœud et après ainsi qu'une inflorescence étalée et des bractées non imbriquées les unes dans les autres.

## Écologie
Comme toutes les Euphraises, l’Euphraise à quatre angles est hémiparasite, tirant ses ressources en partie de parasitisme et en partie de la photosynthèse.
Cette espèce pousse sur le littoral dans les pelouses ouvertes moyennement sèches, dites « mésoxérophiles » et les dunes,. Elle est en association avec d'autres plantes typiques de ce biotope comme Armeria maritima, Silene uniflora, Crithmum maritimum, Spergularia rupicola, Genista tinctoria subsp. littoralis et Thrincia glabrata.

## Distribution
L’Euphraise à quatre angles est présente le long du littoral au nord de l'Europe de l'Ouest, notamment au Royaume Uni, en Ireland, dans les pays scandinaves, aux Pays-Bas, en Belgique et en France ainsi qu'à l'est du Canada, principalement au Québec et à Terre-Neuve-et-Labrador,.
En France, l'espèce se cantonne dans la partie nord du pays, exclusivement sur le littoral, le long de la Manche et de l'Atlantique, du département du Nord à la Vendée,,. Lors de sa publication en 1863, E. Arrondeau précise que cette plante est très rare dans le Morbihan (sujet de son étude) et n'était visible que sur les falaises de Quiberon.

## Publications originales
- (fr) Brébisson, 1859, Flore de la Normandie - Phanérogames et cryptogames semi-vasculaires. Deuxième édition.
- Arrondeau, « Notes et Observations sur quelques espèces critiques, rares ou nouvelles pour la Flore du Morbihan », Bulletin de la Société polymathique du Morbihan, vol. 1862,‎ 1863, p. 90-119 (ISSN 2419-9931, OCLC 473107220).